# 唐滅東突厥之戰
唐滅东突厥之戰（620年－657年），是7世纪唐朝初年时同突厥汗国分裂后的两个汗国东突厥和西突厥进行的一系列战争。其中主要的战役和事件有五陇阪之战（624年）、泾阳之战和渭水之盟（626年）、定襄之战（629年）、阴山之战（630年）、庭州之战（651年）、唐與西突厥之战（657年）等。战争期间，唐朝由开始的安抚和防御转为进攻，加之突厥内部的分裂和内乱，唐朝于630年击败东突厥，又于657年彻底击败西突厥，俘虏东突厥頡利可汗和西突厥沙钵罗可汗，导致了突厥汗国的灭亡。薛延陀佔領漠北不久後亦為唐朝所滅，而唐朝在原东、西突厥其它领地分别设立都督府和都护府。

## 背景

### 突厥兴起
突厥是位于今蒙古国和今日中国西北地区的游牧民族，6世纪活动于金山（今阿尔泰山）。突厥于552年完成统一，以漠北为中心建立突厥汗国。之后，突厥汗国逐渐发展壮大，版图扩大东自辽海，西至里海，南自蒙古戈壁，北至贝加尔湖，东西长万里，南北五六千里。汗庭（首都）设在于都斤山（今鄂尔浑河上游杭爱山之北山）。
壮大的突厥国同北齐、北周、隋朝（581年建立）是邻国，经常发生边境冲突，重大的战役有突厥攻隋之战（581年），隋反击突厥之战（583年），隋击突厥之战（599年），杨素击突厥之战（602年），李渊击突厥之战和隋王仁恭击突厥之战（616年），突厥攻扰晋阳之战（617年）等。其中，583年隋朝在对突厥的战役中获胜，诱发突厥内部分裂为西突厥汗国和东突厥汗国，西突厥以达头可汗和阿波可汗为可汗，而东突厥以沙钵略可汗为可汗。东突厥于585年归附于隋朝，之后隋朝曾几次联合东突厥对西突厥汗国进行军事行动。

### 隋末丧乱
隋炀帝杨广在位前期因为要制服连年大规模频繁寇掠边境的高句丽，在准备多年后于大业八年(612年)大业九年(613年)大业十年(614年)先后三次讨伐高句丽，其中于大业八年(612年)的第一次讨伐高句丽遭受大败，使当时社会矛盾急剧激化，民变不断发生，使隋朝国力逐渐衰弱，最终被叛军于618年所灭亡。启民可汗之子始毕可汗趁中原内乱之机于612年隋炀帝征高句丽失败后反叛隋朝，并于615年率10万骑兵攻隋，围困隋炀帝于雁门（今山西忻州代县）一月余，后撤围退兵。次年（616年）再次进犯攻马邑（今中国山西朔州），被唐国公李渊击退。另一方面，地方割据势力同时借助突厥的力量消除敌对势力，引突厥兵入寇，如李渊向突厥称臣，刘武周、梁师都引突厥攻唐等，其间突厥对中原的袭击事件有记录的共67起。

## 唐与东突厥的战争
唐高祖武德元年（618年）建立唐。在之前和最初的几年中，李渊为解除后顾之忧，集中精力对付中原割据势力，对突厥称臣，启于东突厥始毕可汗曰：“若能从我，不侵百姓，征伐所得子女玉帛，皆可汗有之。”

### 战争初期

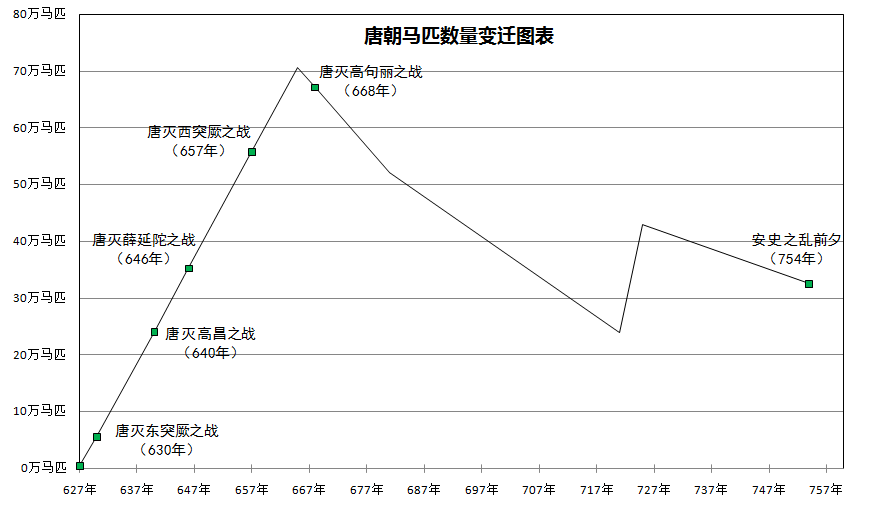
唐朝马匹数量的变迁与周边事件。

尽管如此，突厥仍不断入侵，特别是唐高祖武德三年（620年）9月突厥入侵凉州（今甘肃武威市），劫掠人口数千名，标志着唐朝与东突厥战争的开始。唐朝因为中原尚未平定，通过献礼和和亲安抚突厥颉利可汗（于621年继位）。唐高祖武德七年(624年)，唐军终于平定四方，统一全国，开始商议反击突厥的战争。同年，东突厥颉利可汗和突利可汗顷其全部人马，入侵唐。闰七月，唐朝有人提议迁都躲避突厥入侵，李世民反对，李渊决定不迁都，并于二十一日派遣李世民出豳州道抵御突厥。八月十二日，双方在五陇阪（今陕西彬县）交锋，称五陇阪之战。李世民用反间计，联合突利可汗离间颉利可汗，使突厥退兵。这一年是唐朝正式对突厥作战的开始，因此也有人认为唐与突厥的战争开始于此时。之后，唐朝和东突厥在今山西、陕西、甘肃、宁夏境内多次交锋，多为东突厥进攻，唐朝防守，双方互有胜负。

### 渭水之盟
唐高祖武德九年（626年），唐朝发生玄武门之变，李世民杀死当时太子李建成和弟弟李元吉，不久李淵禪位，李世民继受皇位。八月，东突厥伺机入侵，攻至距首都长安仅40里的泾阳（今陕西咸阳泾阳县）。此时唐朝政局不稳，唐太宗李世民被迫设疑兵之计，亲率高士廉、房玄龄等6骑在渭水隔河与颉利可汗对话，又赠予金帛财物，并与之结盟，突厥兵于是退去。这就是渭水之盟，唐朝对突厥的战事跌至谷底，此事也坚定了李世民反击突厥的决心。
此后不久，东突厥内部出现分裂。反对颉利可汗的薛延陀、回纥、拔也古、同罗诸部落对其变革国俗和推行的政令不满，另立薛延陀为可汗。突利可汗也暗中与唐联络，并与颉利可汗决裂。同时东突厥又遇到大雪气候，牲畜大多被冻死饿死，突厥势力渐弱。而此时的唐朝政局稳定，经济得以恢复。唐太宗也积极进行对东突厥的备战，甚至允许军士在显德殿内习武，培养了一支能征善战的精锐部队。同时，唐朝还取得了恒安（今山西大同）、朔方（今内蒙古乌审旗）等进攻东突厥的基地。唐朝反击东突厥的时机已经成熟了。

### 定襄袭击战
唐太宗贞观三年（629年），代州（今山西代县）都督张公谨提出进攻突厥的六条有利条件，坚定了唐太宗出兵反击突厥的决心。十一月二十三日，以东突厥进扰河西（今甘肃酒泉、张掖一带）为借口，唐太宗派遣李靖、李世勣、柴绍、李道宗、卫孝节、薛万彻等统领的10余万兵马，在李靖的总节度下分6路进击突厥。唐灭东突厥之战开始了.
唐太宗贞观四年（630年）正月，李靖率三千骑从马邑趁夜北进，占领定襄（今内蒙古和林格尔西北土城子）城南的重要战略据点—恶阳岭。此举出乎颉利的预料，以为唐军大部队赶到：“兵不倾国来，靖敢提孤军至此？”李靖又利用突厥人恐慌的心理，派间谍至定襄城中游说，说服突厥将领康苏密归顺唐朝。之后，李靖又趁夜突然袭击并攻克定襄，颉利于是率军北撤。李世勣率部在白道（今内蒙古呼和浩特）截击突厥成功，大败突厥军。颉利率余众数万退驻铁山（今内蒙古白云鄂博）。

### 夜袭阴山
由于受到唐军打击，东突厥开始同唐朝修好。二月，唐太宗派遣唐俭、安修身等作为使节前往东突厥安抚。在使节还在东突厥的时候，李靖率领1万人，仅带20天的粮草，趁夜前往东突厥驻地阴山。二月初八夜，苏定方率200骑偷袭东突厥，颉利可汗果然放松了警惕，当发现苏定方军队时，唐军距东突厥营地仅15里了。唐朝之盟友薛延陀亦向东突厥发起攻击。颉利仓促应战，被李靖等大败，损失约1万军队，李靖还俘虏了颉利可汗的儿子叠罗施和10万多突厥人。唐俭安然返回。颉利可汗在退兵途中又遇到李世勣部队的截击，被俘5万余人。颉利可汗逃脱，投奔突厥另一个部落可汗鼠尼施，其余东突厥首领纷纷投降唐朝或薛延陀。不久，鼠尼施把颉利可汗交与唐军，颉利被俘押往长安。自此，东突厥汗国在唐朝与薛延陀的联合攻击下灭亡。
至此，漠北为薛延陀所占，而唐朝则将东突厥其它领地划入自己的版图，在其上设置了顺州、裕州、化州、长州、定襄、云中等都督府。疆域由此扩大至阴山以北600里，漠南成为唐朝的势力范围。

### 大事记
唐与东突厥战争中大事列表如下：
| 公元  | 中国纪年           | 事件                     | 人物                       | 备注                                              |
| ----- | ------------------ | ------------------------ | -------------------------- | ------------------------------------------------- |
| 583年 | 开皇三年           | 东西突厥分裂，东突厥建立 | 沙钵略为东突厥可汗         |                                                   |
| 618年 | 武德元年           | 唐朝建立                 | 李渊为唐朝皇帝             |                                                   |
| 620年 | 武德三年           | 东突厥入侵凉州           | 始毕                       | 唐与突厥的战争开始                                |
| 621年 | 武德四年           | 东突厥颉利继可汗位       | 颉利                       |                                                   |
| 624年 | 武德七年八月十二日 | 五陇阪之战，             | 李世民、颉利、突利         | 李世民利用反间计退突厥兵， 唐对东突厥的反击开始   |
| 626年 | 武德九年六月初四   | 玄武门之变               | 李世民                     | 李世民政变成为太子， 后继皇位（八月初八）         |
| 626年 | 武德九年八月       | 泾阳之战、渭水之盟       | 李世民、颉利               |                                                   |
| 629年 | 贞观三年十一月     | 唐朝出兵击东突厥         | 李世民、李靖、李世勣等     | 六路共10余万人马                                  |
| 630年 | 贞观四年正月       | 定襄袭击战               | 李靖、李世勣、颉利         | 颉利撤退途中在白道遭李世勣大军截击， 大败退屯铁山 |
| 630年 | 贞观四年二月       | 夜袭阴山、东突厥亡       | 李靖、苏定方、李世勣、颉利 | 颉利大败逃脱，后被俘                              |

## 唐与西突厥的战争
在唐同东突厥交锋的时期，西突厥控制着西域地区，并拥有如高昌、焉耆、龟兹、于阗、疏勒等附属国。唐朝消灭东突厥之后，这些西突厥的附属国与唐朝西部的疆域接壤，开始受到唐朝的影响，开始跟唐进行交往。
628年，西突厥发生分裂，原来有十个主要部落（称十姓部落）分裂为西南方的弩失毕五部（称南庭）和东北方的咄陆五部（称北庭），统叶护可汗在内乱中被杀死。之后双方征战不断，削弱了西突厥的实力。640年（贞观十四年），侯君集率唐军攻克高昌，至648年，唐军又陆续攻取了焉耆、龟兹等地，原西突厥的附属国都脱离西突厥转而归附于唐。西突厥为阻挠这一趋势，开始对唐发动战争。
北庭（咄陆部）乙毗咄陆可汗于642年发兵入侵大唐伊州（今新疆哈密），被郭孝恪击败。644年，继位的乙毗射匮可汗开始与唐修好，646年其下的叶护阿史那贺鲁归附唐，被封为左卫将军，征讨其他不归附唐朝的西突厥各部。651年，阿史那贺鲁击败乙毗射匮，招降其余西突厥部落，佣兵数十万，自立为沙钵罗可汗。阿史那贺鲁见唐太宗逝世，觉得有机可乘，于七月脱离唐并发兵攻打唐的庭州（今新疆吉木萨尔）。唐高宗李治遂派兵平定西突厥叛乱，将军梁建方和契苾何力配合失利，没有成功。655年，唐高宗又派程知节、王文度等平定阿史那贺鲁叛乱，亦无功而返，其中只有苏定方因为能够安抚边民，被升任行军大总管（即主帅）。有观点认为高宗派程知节出兵，目的就是为了对其治罪，以瓦解长孙无忌集团，因此平乱失败是必然的。
显庆二年（657年）闰正月二十一日，唐高宗又发大兵，分南北两路讨伐西突厥，这次北路的主帅就是苏定方，南路则由右卫大将军阿史那弥射和左屯卫大将军阿史那步真统领。苏定方在作战的同时还招降了许多西突厥部落，使他们为唐军作战。沙钵罗以10万突厥兵在曳咥河（今新疆额尔齐斯河）包围了苏定方一万余人的部队，苏定方在挫败对方三次冲锋之后率骑兵反击成功，大败突厥部队，斩获数万人。一些突厥部落归降，沙钵罗则向西逃走。苏定方部队克服恶劣天气，追击200余里，在金牙山（今中亚塔什干）大败沙钵罗，斩俘数万人。之后，苏定方恢复原西突厥领地内的生产，将钵罗掳掠的牲畜、财物归还百姓，并命萧嗣业率兵继续追击。沙钵罗逃至石国，被石国俘虏交给唐。自此，西突厥汗国亡，唐朝廷在当地设置了昆陵、蒙池两个都护府，大唐行政区划扩大至中亚。

### 大事记
唐与西突厥战争中大事列表如下：
| 公历  | 中国纪年                | 事件                                    | 人物                              | 备注                                 |
| ----- | ----------------------- | --------------------------------------- | --------------------------------- | ------------------------------------ |
| 628年 | 貞觀二年                | 西突厥分裂                              | 统叶护可汗被杀                    |                                      |
| 642年 | 貞觀十六年              | 西突厥北庭入侵伊州                      | 乙毗咄陆可汗 郭孝恪（唐安西都护） | 突厥被击退                           |
| 646年 | 貞觀二十年              | 阿史那贺鲁归附唐朝                      | 阿史那贺鲁                        | 阿史那贺鲁被封为左卫将军             |
| 649年 | 貞觀二十三年            | 唐太宗逝世                              | 李世民、李治                      | 唐高宗李治继位                       |
| 651年 | 永徽二年                | 阿史那贺鲁统一西突厥各部， 脱离反攻唐朝 | 阿史那贺鲁                        | 阿史那贺鲁自封沙钵罗可汗，进攻庭州   |
| 651年 | 永徽二年                | 唐朝派兵平西突厥乱                      | 李治、梁建方、沙钵罗              |                                      |
| 655年 | 永徽六年                | 唐朝二次平西突厥乱                      | 李治、程知节、沙钵罗              |                                      |
| 657年 | 显庆二年 闰正月二十一日 | 唐朝三次平西突厥乱                      | 李治、苏定方、沙钵罗等            | 唐朝大败西突厥，擒获沙钵罗，西突厥亡 |

## 后果與影响
唐朝在这一系列战争获得胜利，对其控制西域，保障丝绸之路起了积极的作用，并消除了边境的威胁，也使得其他国家在了解到唐朝实力后纷纷归附，同时促进唐人和西域的文明交流。值得一提的是，玄奘也是在这个时期去天竺取经的。
突厥被消灭，但到682年恢复建立「后突厥汗国」，直到745年被回纥消灭。